# Hexatoma (Eriocera) flavidibasis
Hexatoma (Eriocera) flavidibasis is een tweevleugelige uit de familie steltmuggen (Limoniidae). De soort komt voor in het Oriëntaals gebied.